# 조너선 그린블랫

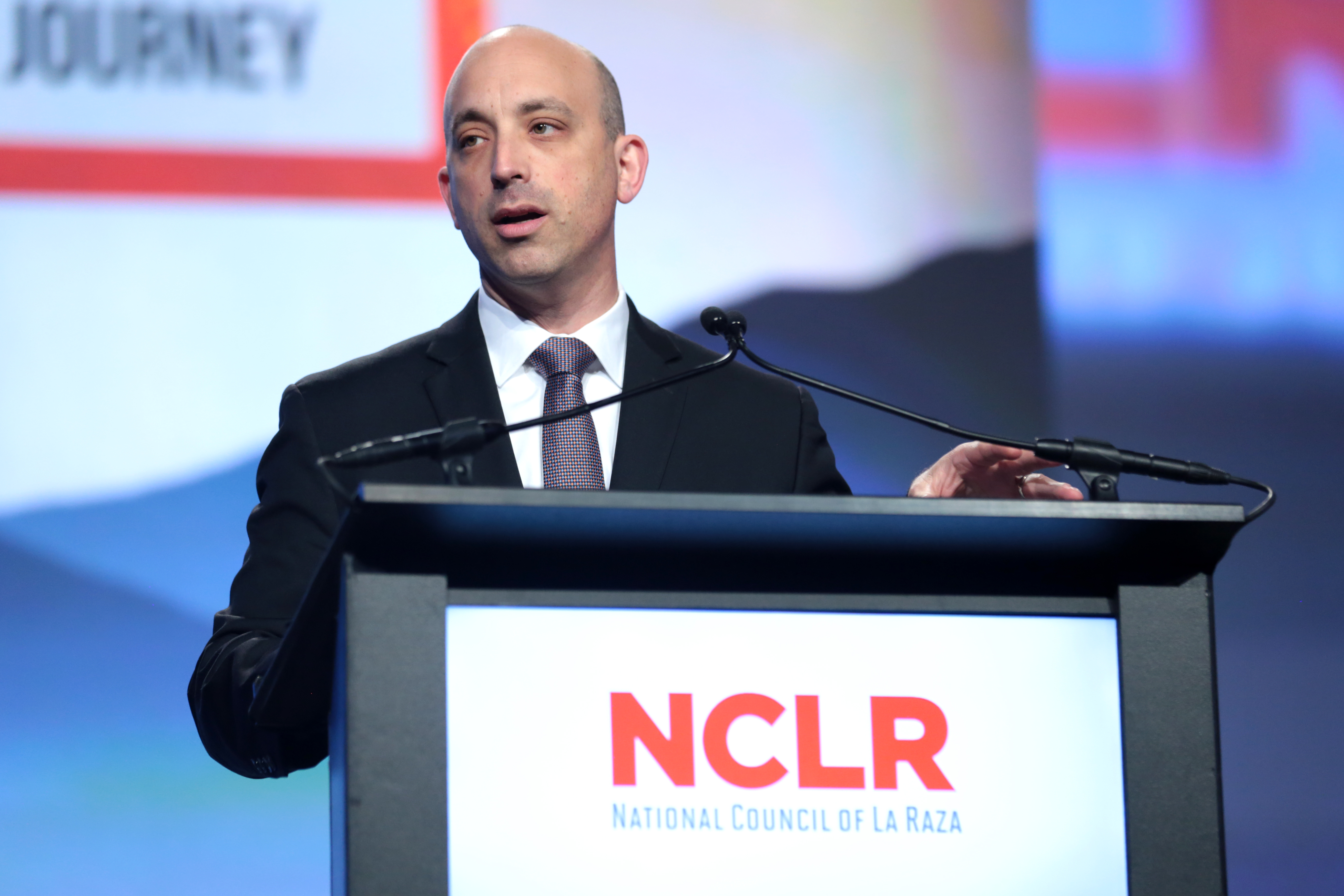
조너선 그린블랫

조너선 그린블랫( Jonathan Greenblatt, 1970년 11월 21일 - ) 미국출신의 사업가이며 반명예훼손연맹의 최고경영자이다. 백악관에서 버락 오바마 행정부의 특별 참모로 활약하였다.

## 생애
그는 코네티컷주의 트럼불에서 보수적인 유대인 가정에서 태어나서 자랐다. 1992년에 터프츠를 졸업하고 빌 클린턴의 선거 캠페인을 도와 성공하였다. 그 이후 클링턴 행정부 아래서 상공부의 국제 경제 정책을 개발하는 데 기여하였다.